# Бой при Хунине (1824)
Бой при Хунине (исп. Batalla de Junín) — одно из последних столкновений между роялистской и патриотической армиями во время Войны за независимость.
В декабре 1823 года генерал Оланьета, губернатор Верхнего Перу, отказался подчиниться вице-королю Перу Хосе де ла Серне. Восстание в Верхнем Перу ослабило силы испанцев и помешало роялистам начать немедленное наступление на войска патриотов Боливара.
К концу мая 1824 года Боливару удалось воссоздать армию и спланировать наступательные операции против роялистских сил генерала Хосе де Кантерака в долине Хауха. Следующей целью патриотов должна была стать столица сил верных Испании — Куско. Пункт сбора патриотических сил находился в Серро-де-Паско, где патриоты сосредоточились в начале августа.
Получив известие о нахождении армии Боливара в Серро-де-Паско, отряд де Кантерака 5 августа 1824 г. напал на Серро-де-Паско с намерением неожиданно атаковать патриотов, но Боливар, не зная о марше роялистов, покинул этот город раньше и двинулся вдоль западного берега озера Хунин в сторону баз роялистов в долине Хауха.
5 августа оба командира получили сведения о расположении войск противника. Де Кантерак приказал преследовать войска Боливара, а 6 августа патриоты повернули на восток, решив отрезать роялистов от долины Хауха.
Примерно в 2 часа ночи кавалерия патриотов продвинулась примерно на 10 км впереди основных сил Боливара и обнаружила армию роялистов, идущую через перевал Чакамарка. Боливар приказал командиру кавалерии генералу Некочеа атаковать арьергард роялистов.
Де Кантерак решил принять бой и, подождав патриотов на перевале, около 4 часов утра силами четырёх эскадронов атаковал противника. Кавалерия патриотов была разбита. Около 5:00 роялисты отразили новую попытку атаки эскадрона перуанских гусар англичанина генерала Миллера. Роялисты силами двух эскадронов преследовали бегущих патриотов.
Воспользовавшись моментом, патриоты контратаковали последней своей частью — эскадроном подполковника Суареса, который ударил в тыл роялистам, сорвал их преследование и позволил Миллеру сплотить бегущие эскадроны и нанести ответный удар. Конница роялистов была полностью разбита, потеряв 252 убитых, 80 пленных и немалое количество лошадей, после чего её остатки отступили к Уанте и Хумманге.
Бой длился около 45 минут и велся только холодным оружием. В результате поражения армия де Кантерака потеряла всю свою кавалерию. Во время поспешного отступления через реку Пампас около 3000 солдат, деморализованных поражением и измученных трудными маршами по высокогорной местности, дезертировали из армии роялистов. Вице-король де ла Серна был вынужден прекратить операции против повстанцев в Верхнем Перу и сосредоточить все свои силы против войск Боливара, который, воспользовавшись победой при Хунине, захватил Лиму, блокировал Кальяо и занял большую часть Перу, покинутое роялистами.